# Enrico Colli
Enrico Colli, född 11 december 1896 i Cortina d'Ampezzo i Veneto, död där 28 maj 1982, var en italiensk längdskidåkare som tävlade under 1920-talet. Han var bror till Vincenzo Colli.
Vid olympiska vinterspelen 1924 i Chamonix deltog Enrico Colli, där han slutade nia på femmilen och tolva på 18 kilometer.